# ميشيل باستوس
ميشيل فرنانديز باستوس (بالفرنسية: Michel Bastos)‏ (ولد في 2 أغسطس 1983 في بيلوتاس)، هو لاعب كرة قدم برازيلي يلعب لصالح دوري الدرجة ألاولى الفرنسي ليون. هو قادر على اللعب في عدة مواضع جناح، وأيضاً يلعب ظهير أيسر غالباً مع منتخب البرازيل. لعب باستوس لأول مرة لمنتخب بلاده في 14 نوفمبر 2009 ضد إنجلترا في الدوحة، قطر.
بدأ باستوس مشواره الكروي في بيلوتاس نادي مسقط رأسه قبل أن ينتقل إلى هولندا، حيث لعب لفينورد واكسلسيور. ثم عاد إلى البرازيل، حيث لعب لاتلتيكو بارانانزي وجريميو وفيغييرنزي. انتقل إلى نادي ليل الفرنسي في 2006 قبل أن ينتقل إلى ليون عام 2009.

## مشواره الكروي
ولد باستوس في المدينة البرازيلية بيلوتاس، وبدأ حياته كلاعب في نادي مسقط رأسة كلوب بيلوتاس. في عام 2001، انتقل إلى هولندا للآنضمام إلى النادي الهولندي فينورد لعب في جونغ فينورد، قسم النادي الاحتياطي. بعد أن قضى فترة ألآعارة في مكان قريب اكسلسيور روتردام، وعاد إلى البرازيل للانضمام ألى كلوب اتلتيكو بارانانزي. باستوس لعب في وقت لاحق لجريمو كأعارة وفيغييرنسي كلوب قبل أن يقرر العودة إلى أوروبا.

### نادي ليل
انضم باستوس إلى النادي الفرنسي ليل في عام 2006 وأول مباراة له في الدوري في المباراة الافتتاحية للنادي للموسم 07-2006 ضد رين لعب 65 دقيقة قبل أن يتم استبداله بها. وفاز ليل 2-1 في المباراة. سجل باستوس هدفه الأول للنادي ضد لنس في الديربي وأنهى الموسم برصيد ثلاثة اهداف. على مدى الموسمين المقبلين، خرجت اهدافه زيادة بسرعة. وسجل ثمانية اهداف في الدوري خلال موسم 08-2007، بما في ذلك أهدافاً ضد رين، ليون، ولوريان لليساعد على ألأنهاء في مكان محترم المركز 7. خلال هذا الموسم، بدأ باستوس بالتناوب بين الظهير الايسر والجناح.
لموسم 09-2008، تم تثبيت موقعه في دور الجناح أيسر بشكل دائم. وسجل هدفه الأول في المباراة الثانية فقط هذا الموسم 1-3 بالخسارة من لي مان. وبعد ذلك بأسبوعين، وقد سجل هدفه في الفوز 2-1 في النادي مقابل بوردو، وبعد أسبوع، وسجل مرة أخرى، وهذه المرة بالتعادل 1-1 مع سوشو. وسجل هدفاً أيضا في التعادل 2-2 ضد ليون. مع المباراة تعادل 1-1, وليل حصل على ركلة حرة من زاوية غريبة من 30 مترا. باستوس أخذ ركلة حرة بقدمه اليسرى القوية تسليمه مع هذه القوة، لم يتمكن حارس ليون هوغو لوريس من أن يوقفها.
في الفترة من 11 نوفمبر 2008 فصاعدا، سجل باستوس في خمس مباريات على التوالي. وسجل أهداف ضد مرسيليا، لوريان، تولوز، ونيس، ولوهافر. وليل المتراكمة بالموسم 2 انتصاراً 3 تعادلات في أن تمتد. بعد عدة أسابيع، بدأ خط آخر بتسجيله هدفا في ست مباريات على التوالي. مع ليل والفوز في كل من هذه المباريات، اخذوا مكاناً بكأس الأتحاد الأوروبي في الترتيب وانتهت في نهاية المطاف كسب المركز 5 بقرعة كأس الاتحاد الأوروبي في اليوم الأخير من الموسم. والمجموع هذا الموسم، بدأ ميشيل في 41 مباراة وسجل 16 هدفا، 14 في الدوري، وساعد أيضا على تسعة أهداف، مما أدى الدوري الفرنسي إلى أنه حصل على جائزة دو Trophée Meilleur Passeur وأصبح اللاعب الوحيد في تاريخ الدوري الفرنسي لتظهر في أعلى خمسة من كل من هدافين 'طاولة المساعدات' الجدول منذ إن ينشئ مساعدة الجدول لموسم 08-2007. وإنه تم ترشيحه أيضا لاعب دوري الدرجة الأولى للجائزة وعين لفريق الدوري لهذا العام.في موسم 2012 بدأ نادي العين الإماراتي بمغازلة اللاعب للود بالحصول على خدماته ووقع اللاعب عقده بعد أن وجد العرض المغري المقدم من النادي الإماراتي

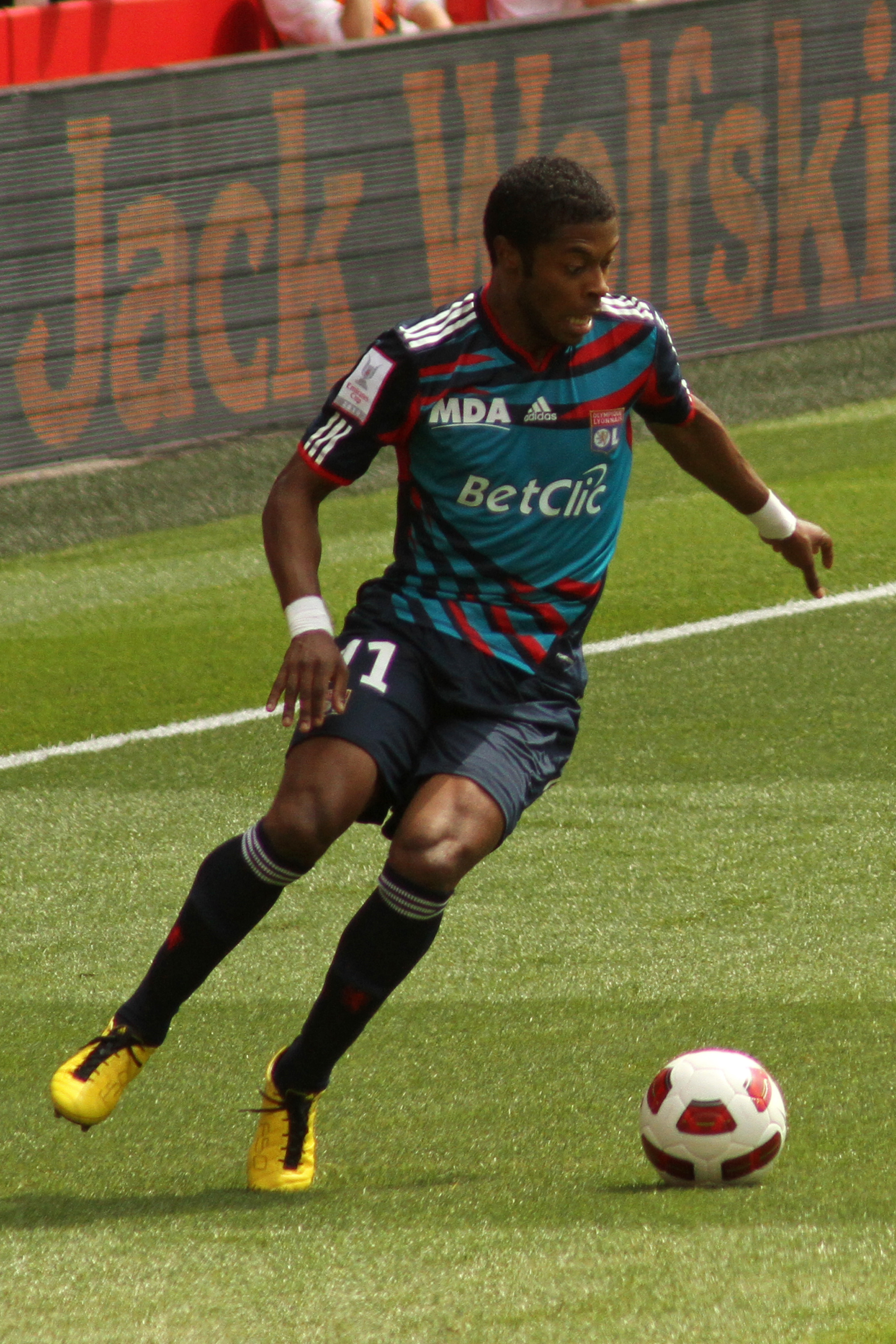
ميشيل باستوس يلعب لصالح ليون

### أولمبيك ليون
في 15 يوليو 2009، كشف الرئيس ميشال سيدو ان النادي وافق على 18000000 € عرضا من ليون. يوم 16 يوليو، باستوس اجتاز بنجاح الفحوصات الطبية وافق على عقد مدته اربع سنوات مما جعل ليون يوقع ثاني في الصيف التالي الأرجنتيني ليساندرو لوبيز.
وهو قدم إلى وسائل الإعلام، جنبا إلى جنب مع زميله المنضم حديثا علي سيسوخو، في 20 يوليو واعطي الرقم 7 للقميص. ميشيل سجل أول هدف له مع ليون في مباراة الذهاب من النادي مباراة الجولة ضد اندرلخت البلجيكي في دوري أبطال أوروبا. بالنصر 5-1 في النادي، وسجل 3 اهداف، القادمة من الجانب الأيمن وإطلاق العنان ضربة بالقدم اليسرى في الزاوية اليسرى العليا. وفي 21 فبراير 2010، سجل باستوس في الدقيقة 21' هاتريك ضد سوشو. وفاز ليون في المباراة 4-0.
وكان ميشيل باستوس يفضل عدد 11 للقميص وتبدل في 30 يوليو 2010، واحتفل هوا بتسجيله ركلة حرة ضد سلتيك في بطولة كأس الإمارات.

#### أحصائيات مع ليون
| الفريق        | الموسم        | الدوري | الدوري  | الدوري | الكأس  | الكأس   | الكأس | أوروبا | أوروبا  | أوروبا | المجموع | المجموع | المجموع |
| الفريق        | الموسم        | الظهور | الأهداف | صنع    | الظهور | الأهداف | صنع   | الظهور | الأهداف | صنع    | الظهور  | الأهداف | صنع     |
| ------------- | ------------- | ------ | ------- | ------ | ------ | ------- | ----- | ------ | ------- | ------ | ------- | ------- | ------- |
| ليون          | 2009-10       | 32     | 10      | 1      | 4      | 2       | 1     | 11     | 3       | 2      | 47      | 15      | 4       |
| ليون          | 2010-11       | 17     | 3       | 3      | 3      | 0       | 0     | 6      | 3       | 1      | 26      | 6       | 4       |
| ليون          | المجموع       | 43     | 13      | 4      | 7      | 2       | 1     | 17     | 6       | 3      | 73      | 21      | 8       |
| المجموع الكلي | المجموع الكلي | 43     | 13      | 4      | 7      | 2       | 1     | 17     | 6       | 3      | 73      | 21      | 8       |

## روابط خارجية
- ميشيل باستوس على موقع الاتحاد الدولي (مؤرشف)  (الإنجليزية)
- ميشيل باستوس على موقع قاعدة بيانات كرة القدم.إي يو (الإنجليزية)
- ميشيل باستوس على موقع بيانات كرة القدم. دي إي (الألمانية)
- ميشيل باستوس على موقع ليكيب (الفرنسية)
- ميشيل باستوس على موقع ناشيونال فوتبول تيمز (الإنجليزية)
- ميشيل باستوس على موقع Soccerway.com (الإنجليزية)
- ميشيل باستوس على موقع عالم كرة القدم.نت (الإنجليزية)
- ميشيل باستوس على موقع AS.com (الإسبانية)